# Lee Yoo-young (diễn viên)
Lee Yoo-young (tiếng Hàn: 이유영; sinh ngày 8 tháng 12 năm 1989) là một diễn viên Hàn Quốc. Ra mắt công chúng qua bộ phim Mùa xuân đến muộn - Late Spring (2014) và đã giành được giải Diễn viên nữ xuất sắc nhất tại Liên hoan phim quốc tế Milan lần thứ 14, và cũng là diễn viên Hàn Quốc đầu tiên giành được giải thưởng này.

## Đời sống cá nhân
Vào tháng 12 năm 2016, Lee xác nhận cô đang có quan hệ tình cảm với Kim Joo-hyuk, diễn viên đóng chung với cô trong bộ phim Yourself and Yours (2016) Kim Joo-hyuk qua đời vào ngày 30 tháng 10 năm 2017 trong một vụ tai nạn xe hơi.

## Sự nghiệp

### Điện ảnh
| Năm  | Tên phim                        | Tên vai diễn                |
| ---- | ------------------------------- | --------------------------- |
| 2012 | A Flowers Does Not Wilt, But... | Soo-young                   |
| 2013 | Men                             |                             |
| 2013 | Hide and Seek                   | Nhân viên phục vụ (vai nhỏ) |
| 2014 | The Lunch Date                  |                             |
| 2014 | Late Spring                     | Lee Min Gyung               |
| 2015 | The Treacherous                 | Seol Joong Mae              |
| 2015 | Fatal Intuition                 | Shi Eun                     |
| 2015 | Mr. Cowper                      | In Ae                       |
| 2015 | A Lonely Bird                   |                             |
| 2015 | In Another Place                |                             |
| 2016 | Yourself and Yours              | So Min Jung                 |
| 2017 | Wonderful Life                  | Hyun-ji                     |
| 2018 | Marionette                      | Han Seo Rin                 |
| 2018 | Herstory                        | Sun Young                   |
| 2018 | The Soul-Mate                   | Hyun Ji                     |
| 2019 | Diva                            | Yi-Young's friend           |

### Truyền hình
| Năm  | Tên chương trình               | Vai diễn     | Số tập | Kênh |
| ---- | ------------------------------ | ------------ | ------ | ---- |
| 2017 | Tunnel                         | Shin Jae Yi  | 16     | OCN  |
| 2018 | You Drive Me Crazy!            | Han Eun Sung | 2      | MBC  |
| 2018 | Thẩm phám giả mạo - Your Honor | Song So Eun  | 32     | SBS  |

## Giải thưởng
| Năm  | Giải thưởng                            | Hạng mục                       | Phim đề cử      | Kết quả   |
| ---- | -------------------------------------- | ------------------------------ | --------------- | --------- |
| 2014 | 14th Milan International Film Festival | Diễn viên nữ xuất sắc nhất     | Late Spring     | Đoạt giải |
| 2015 | 6th KOFRA Film Awards                  | Diễn viên nữ mới xuất sắc nhất | Late Spring     | Đoạt giải |
| 2015 | 2nd Wildflower Film Awards             | Diễn viên nữ mới xuất sắc nhất | Late Spring     | Đề cử     |
| 2015 | 24th Buil Film Awards                  | Diễn viên nữ mới xuất sắc nhất | Late Spring     | Đoạt giải |
| 2015 | 52nd Grand Bell Awards                 | Diễn viên nữ mới xuất sắc nhất | Late Spring     | Đoạt giải |
| 2015 | 36th Blue Dragon Film Awards           | Diễn viên nữ mới xuất sắc nhất | The Treacherous | Đoạt giải |